# Christian Nørgaard
Christian Thers Nørgaard (Copenaghen, 10 marzo 1994) è un calciatore danese, centrocampista dell'Arsenal e della nazionale danese.

## Carriera

### Club

#### Lyngby BK
Nørgaard esordisce all età di 17 anni nei 17 minuti finali di Lyngby BK's 2–2 HB Køge il 20 novembre 2011.

#### Hamburger SV
Nel gennaio 2012, Nørgaard gioca nel club di Bundesliga Hamburger SV che lo ingaggia con un contratto fino all estate 2015 grazie ad un trasferimento costato 400.000 euro.  Col club tedesco colleziona 22 presenze nella squadra riserve.

#### Brøndby IF
Nell'agosto 2013, Nørgaard firma un contratto di quattro anni col club danese Brøndby IF. Il trasferimento viene pagato 360.000 euro. Sceglie il numero 19.
Debutta il 22 settembre 2013 negli ultimi 14 minuti della vittoria in trasferta 1-3 del Brondby contro Aarhus GF. Il 9 Marzo 2014 segna il suo primo gol nel 4-0 casalingo contro la squadra FC Nordsjælland.
Il 31 luglio 2014, Nørgaard esordisce in Europa League nella sconfitta 3-0 contro la squadra belga del Club Brugge.

#### Fiorentina
Il 19 luglio 2018 diventa ufficialmente un giocatore della Fiorentina.

#### Brentford
Dopo un'annata negativa con sole 6 presenze a Firenze, il 28 maggio 2019 viene ceduto a titolo definitivo al Brentford.
Arsenal
Dopo sei stagioni trascorse nelle fila delle Bees il 10 luglio 2025 viene acquistato dall'Arsenal.

### Nazionale
Il 20 agosto 2018 viene convocato per la prima volta in nazionale dal ct Åge Hareide in occasione della sfida di UEFA Nations League contro il Galles, senza però scendere in campo durante l'incontro. Due anni dopo (l'8 settembre 2020) debutta con la selezione danese in occasione dello 0-0 contro l'Inghilterra in Nations League, partendo titolare e venendo sostituito al 73' da Pierre-Emile Højbjerg.
Il 9 ottobre 2021 segna il suo primo gol in nazionale nel successo per 0-4 in casa della Moldavia.

## Statistiche

### Presenze e reti nei club
Statistiche aggiornate al 7 luglio 2021.
| Stagione            | Squadra           | Campionato        | Campionato | Campionato | Coppe nazionali | Coppe nazionali | Coppe nazionali | Coppe continentali | Coppe continentali | Coppe continentali | Altre coppe | Altre coppe | Altre coppe | Totale | Totale |
| Stagione            | Squadra           | Comp              | Pres       | Reti       | Comp            | Pres            | Reti            | Comp               | Pres               | Reti               | Comp        | Pres        | Reti        | Pres   | Reti   |
| ------------------- | ----------------- | ----------------- | ---------- | ---------- | --------------- | --------------- | --------------- | ------------------ | ------------------ | ------------------ | ----------- | ----------- | ----------- | ------ | ------ |
| lug. 2011-feb. 2012 | Lyngby            | SD                | 1          | 0          | -               | -               | -               | -                  | -                  | -                  | -           | -           | -           | 1      | 0      |
| feb.-mag. 2012      | Amburgo II        | FR                | 6          | 1          | -               | -               | -               | -                  | -                  | -                  | -           | -           | -           | 6      | 1      |
| 2012-2013           | Amburgo II        | FR                | 16         | 1          | -               | -               | -               | -                  | -                  | -                  | -           | -           | -           | 16     | 1      |
| Totale Amburgo II   | Totale Amburgo II | Totale Amburgo II | 22         | 2          |                 | -               | -               |                    | -                  | -                  |             | -           | -           | 22     | 2      |
| set. 2013-2014      | Brøndby           | SD                | 13         | 1          | CD              | -               | -               | -                  | -                  | -                  | -           | -           | -           | 13     | 1      |
| 2014-2015           | Brøndby           | SD                | 21         | 3          | CD              | 3               | 1               | UEL                | 1                  | 0                  | -           | -           | -           | 25     | 4      |
| 2015-2016           | Brøndby           | SD                | 16         | 0          | CD              | 4               | 0               | UEL                | 4                  | 0                  | -           | -           | -           | 24     | 0      |
| 2016-2017           | Brøndby           | SD                | 24+7       | 3+1        | CD              | 4               | 1               | UEL                | 8                  | 0                  | -           | -           | -           | 43     | 5      |
| 2017-2018           | Brøndby           | SD                | 25+9       | 1+0        | CD              | 4               | 1               | UEL                | 3                  | 0                  | -           | -           | -           | 41     | 2      |
| lug. 2018           | Brøndby           | SD                | 1          | 0          | CD              | -               | -               | -                  | -                  | -                  | -           | -           | -           | 1      | 0      |
| Totale Brøndby      | Totale Brøndby    | Totale Brøndby    | 100+16     | 8+1        |                 | 15              | 3               |                    | 16                 | 0                  |             | -           | -           | 155    | 12     |
| 2018-2019           | Fiorentina        | A                 | 6          | 0          | CI              | 0               | 0               | -                  | -                  | -                  | -           | -           | -           | 6      | 0      |
| 2019-2020           | Brentford         | FLC               | 42+3       | 0          | FACup+CdL       | 0+0             | 0+0             | -                  | -                  | -                  | -           | -           | -           | 45     | 0      |
| 2020-2021           | Brentford         | FLC               | 17+1       | 0          | FACup+CdL       | 0+4             | 0+1             | -                  | -                  | -                  | -           | -           | -           | 22     | 1      |
| 2021-2022           | Brentford         | PL                | 35         | 3          | FACup+CdL       | 1+2             | 0+0             | -                  | -                  | -                  | -           | -           | -           | 38     | 3      |
| Totale Brentford    | Totale Brentford  | Totale Brentford  | 94+4       | 3          |                 | 7               | 1               |                    | -                  | -                  |             | -           | -           | 105    | 4      |
| Totale carriera     | Totale carriera   | Totale carriera   | 243        | 14         |                 | 22              | 4               |                    | 16                 | 0                  |             | -           | -           | 281    | 18     |

### Cronologia presenze e reti in nazionale
| Cronologia completa delle presenze e delle reti in nazionale ― Danimarca | Cronologia completa delle presenze e delle reti in nazionale ― Danimarca | Cronologia completa delle presenze e delle reti in nazionale ― Danimarca | Cronologia completa delle presenze e delle reti in nazionale ― Danimarca | Cronologia completa delle presenze e delle reti in nazionale ― Danimarca | Cronologia completa delle presenze e delle reti in nazionale ― Danimarca | Cronologia completa delle presenze e delle reti in nazionale ― Danimarca | Cronologia completa delle presenze e delle reti in nazionale ― Danimarca |
| Data                                                                     | Città                                                                    | In casa                                                                  | Risultato                                                                | Ospiti                                                                   | Competizione                                                             | Reti                                                                     | Note                                                                     |
| ------------------------------------------------------------------------ | ------------------------------------------------------------------------ | ------------------------------------------------------------------------ | ------------------------------------------------------------------------ | ------------------------------------------------------------------------ | ------------------------------------------------------------------------ | ------------------------------------------------------------------------ | ------------------------------------------------------------------------ |
| 8-9-2020                                                                 | Copenaghen                                                               | Danimarca                                                                | 0 – 0                                                                    | Inghilterra                                                              | UEFA Nations League 2020-2021 - 1º turno                                 | -                                                                        | 73’                                                                      |
| 25-3-2021                                                                | Tel Aviv                                                                 | Israele                                                                  | 0 – 2                                                                    | Danimarca                                                                | Qual. Mondiali 2022                                                      | -                                                                        | 88’                                                                      |
| 28-3-2021                                                                | Herning                                                                  | Danimarca                                                                | 8 – 0                                                                    | Moldavia                                                                 | Qual. Mondiali 2022                                                      | -                                                                        | 64’                                                                      |
| 31-3-2021                                                                | Vienna                                                                   | Austria                                                                  | 0 – 4                                                                    | Danimarca                                                                | Qual. Mondiali 2022                                                      | -                                                                        | 77’                                                                      |
| 17-6-2021                                                                | Copenaghen                                                               | Danimarca                                                                | 1 – 2                                                                    | Belgio                                                                   | Euro 2020 - 1º turno                                                     | -                                                                        | 61’                                                                      |
| 21-6-2021                                                                | Copenaghen                                                               | Russia                                                                   | 1 – 4                                                                    | Danimarca                                                                | Euro 2020 - 1º turno                                                     | -                                                                        | 72’                                                                      |
| 26-6-2021                                                                | Amsterdam                                                                | Galles                                                                   | 0 – 4                                                                    | Danimarca                                                                | Euro 2020 - Ottavi di finale                                             | -                                                                        | 60’                                                                      |
| 3-7-2021                                                                 | Baku                                                                     | Rep. Ceca                                                                | 1 – 2                                                                    | Danimarca                                                                | Euro 2020 - Quarti di finale                                             | -                                                                        | 60’                                                                      |
| 7-7-2021                                                                 | Londra                                                                   | Inghilterra                                                              | 2 – 1 dts                                                                | Danimarca                                                                | Euro 2020 - Semifinale                                                   | -                                                                        | 67’                                                                      |
| 1-9-2021                                                                 | Copenaghen                                                               | Danimarca                                                                | 2 – 0                                                                    | Scozia                                                                   | Qual. Mondiali 2022                                                      | -                                                                        | 85’                                                                      |
| 4-9-2021                                                                 | Tórshavn                                                                 | Fær Øer                                                                  | 0 – 1                                                                    | Danimarca                                                                | Qual. Mondiali 2022                                                      | -                                                                        |                                                                          |
| 7-9-2021                                                                 | Copenaghen                                                               | Danimarca                                                                | 5 – 0                                                                    | Israele                                                                  | Qual. Mondiali 2022                                                      | -                                                                        | 83’ 84’                                                                  |
| 9-10-2021                                                                | Chișinău                                                                 | Moldavia                                                                 | 0 – 4                                                                    | Danimarca                                                                | Qual. Mondiali 2022                                                      | 1                                                                        |                                                                          |
| 12-10-2021                                                               | Copenaghen                                                               | Danimarca                                                                | 1 – 0                                                                    | Austria                                                                  | Qual. Mondiali 2022                                                      | -                                                                        | 89’                                                                      |
| 12-11-2021                                                               | Copenaghen                                                               | Danimarca                                                                | 3 – 1                                                                    | Fær Øer                                                                  | Qual. Mondiali 2022                                                      | -                                                                        | 80’                                                                      |
| 26-3-2022                                                                | Amsterdam                                                                | Paesi Bassi                                                              | 4 – 2                                                                    | Danimarca                                                                | Amichevole                                                               | -                                                                        | 24’                                                                      |
| 29-3-2022                                                                | Copenaghen                                                               | Danimarca                                                                | 3 – 0                                                                    | Serbia                                                                   | Amichevole                                                               | -                                                                        |                                                                          |
| 26-11-2022                                                               | Doha                                                                     | Francia                                                                  | 2 – 1                                                                    | Danimarca                                                                | Mondiali 2022 - 1º turno                                                 | -                                                                        | 85’                                                                      |
| 23-3-2023                                                                | Copenaghen                                                               | Danimarca                                                                | 3 – 1                                                                    | Finlandia                                                                | Qual. Euro 2024                                                          | -                                                                        | 49’                                                                      |
| 26-3-2023                                                                | Astana                                                                   | Kazakistan                                                               | 3 – 2                                                                    | Danimarca                                                                | Qual. Euro 2024                                                          | -                                                                        |                                                                          |
| 10-9-2023                                                                | Helsinki                                                                 | Finlandia                                                                | 0 – 1                                                                    | Danimarca                                                                | Qual. Euro 2024                                                          | -                                                                        | 62’ 75’                                                                  |
| 14-10-2023                                                               | Copenaghen                                                               | Danimarca                                                                | 3 – 1                                                                    | Kazakistan                                                               | Qual. Euro 2024                                                          | -                                                                        | 83’                                                                      |
| 17-10-2023                                                               | Serravalle                                                               | San Marino                                                               | 1 – 2                                                                    | Danimarca                                                                | Qual. Euro 2024                                                          | -                                                                        |                                                                          |
| 17-11-2023                                                               | Copenaghen                                                               | Danimarca                                                                | 2 – 1                                                                    | Slovenia                                                                 | Qual. Euro 2024                                                          | -                                                                        | 33’ 46’                                                                  |
| 5-6-2024                                                                 | Copenaghen                                                               | Danimarca                                                                | 2 – 1                                                                    | Svezia                                                                   | Amichevole                                                               | -                                                                        | 61’                                                                      |
| 16-6-2024                                                                | Stoccarda                                                                | Slovenia                                                                 | 1 – 1                                                                    | Danimarca                                                                | Euro 2024 - 1º turno                                                     | -                                                                        | 83’                                                                      |
| 20-6-2024                                                                | Francoforte sul Meno                                                     | Danimarca                                                                | 1 – 1                                                                    | Inghilterra                                                              | Euro 2024 - 1º turno                                                     | -                                                                        | 82’ 87’                                                                  |
| 29-6-2024                                                                | Dortmund                                                                 | Germania                                                                 | 2 – 0                                                                    | Danimarca                                                                | Euro 2024 - Ottavi di finale                                             | -                                                                        | 69’                                                                      |
| 5-9-2024                                                                 | Copenaghen                                                               | Danimarca                                                                | 2 – 0                                                                    | Svizzera                                                                 | UEFA Nations League 2024-2025 - 1º turno                                 | -                                                                        | 90+1’                                                                    |
| 8-9-2024                                                                 | Copenaghen                                                               | Danimarca                                                                | 2 – 0                                                                    | Serbia                                                                   | UEFA Nations League 2024-2025 - 1º turno                                 | -                                                                        | 60’                                                                      |
| 15-11-2024                                                               | Copenaghen                                                               | Danimarca                                                                | 1 – 2                                                                    | Spagna                                                                   | UEFA Nations League 2024-2025 - 1º turno                                 | -                                                                        | 33’ 61’                                                                  |
| 18-11-2024                                                               | Leskovac                                                                 | Serbia                                                                   | 0 – 0                                                                    | Danimarca                                                                | UEFA Nations League 2024-2025 - 1º turno                                 | -                                                                        | 53’                                                                      |
| 20-3-2025                                                                | Copenaghen                                                               | Danimarca                                                                | 1 – 0                                                                    | Portogallo                                                               | UEFA Nations League 2024-2025 - Quarti di finale                         | -                                                                        |                                                                          |
| 23-3-2025                                                                | Lisbona                                                                  | Portogallo                                                               | 5 – 2 dts                                                                | Danimarca                                                                | UEFA Nations League 2024-2025 - Quarti di finale                         | -                                                                        | 66’ 83’                                                                  |
| 7-6-2025                                                                 | Copenaghen                                                               | Danimarca                                                                | 2 – 1                                                                    | Irlanda del Nord                                                         | Amichevole                                                               | -                                                                        | 80’                                                                      |
| Totale                                                                   |                                                                          | Presenze                                                                 | 35                                                                       |                                                                          | Reti                                                                     | 1                                                                        |                                                                          |

## Palmarès

### Club

#### Competizioni nazionali
- Coppa di Danimarca: 1

Brondby: 2017-2018